# Championnat d'Ouzbékistan de football 1997
Navigation
Saison précédente Saison suivante
La saison 1997 du Championnat d'Ouzbékistan de football est la sixième édition de la première division en Ouzbékistan, organisée sous forme de poule unique, l'Oliy Liga, où toutes les équipes se rencontrent deux fois au cours de la saison. En fin de saison, les quatre derniers du classement sont reléguées et remplacées par les deux meilleurs clubs de Birinchi Liga, la deuxième division ouzbek, sont promus, afin de permettre le passage du championnat à 16 équipes la saison prochaine.
C'est le MHSK Tachkent qui remporte le championnat cette saison après avoir terminé en tête du classement final, avec neuf points d'avance sur le Neftchi Ferghana et ...vingt-deux sur le tenant du titre, le Navbahor Namangan. C'est le tout premier titre de champion d'Ouzbékistan de l'histoire du club. À noter que pour la première fois depuis 1992, le club de Neftchi Ferghana finit la saison sans trophée après avoir perdu en finale de la Coupe d'Ouzbékistan face au Pakhtakor Tachkent.
Avant le début de la compétition, le club de Mash'al Mubarek cède sa place pour une raison indéterminée au club de Nasaf Qarshi.

## Clubs participants
- Pakhtakor Tachkent
- Neftchi Ferghana
- Sogdiana Jizzakh
- FK Bukhara (ex-Nurafshon Bukhara)
- Navbahor Namangan
- FK Kosonsoy
- Zarafshon Navoiy - Promu de Birinchi Liga
- FK Andijan (ex-Navroz Andijan)
- Atlaschi Margilon
- Traktor Tachkent
- Surxon Termiz (ex-ASK Termiz)
- MHSK Tachkent
- Xorazm Urganch (ex-Dinamo Urganch)
- Chilonzor Tachkent - Promu de Birinchi Liga
- FK Yangiyer
- Nasaf Qarshi
- Afrosiab Samarqand (ex-Dinamo Samarqand)
- FK Dostlik Tachkent

## Compétition
Le barème de points servant à établir le classement se décompose ainsi :
- Victoire : 3 points
- Match nul : 1 point
- Défaite : 0 point

### Classement
| Rang | Équipe               | Pts | J  | G  | N | P  | Bp  | Bc  | Diff |
| ---- | -------------------- | --- | -- | -- | - | -- | --- | --- | ---- |
| 1    | MHSK Tachkent        | 90  | 34 | 29 | 3 | 2  | 109 | 42  | +67  |
| 2    | Neftchi Ferghana     | 81  | 34 | 26 | 3 | 5  | 105 | 42  | +63  |
| 3    | Navbahor Namangan T  | 68  | 34 | 21 | 5 | 8  | 84  | 37  | +47  |
| 4    | FK Dostlik Tachkent  | 62  | 34 | 19 | 5 | 10 | 87  | 56  | +31  |
| 5    | Pakhtakor Tachkent C | 61  | 34 | 18 | 7 | 9  | 65  | 36  | +29  |
| 6    | Nasaf Qarshi         | 53  | 34 | 15 | 8 | 11 | 68  | 57  | +11  |
| 7    | FK Bukhara           | 53  | 34 | 16 | 5 | 13 | 57  | 55  | +2   |
| 8    | Sogdiana Jizzakh     | 52  | 34 | 15 | 7 | 12 | 51  | 46  | +5   |
| 9    | Zarafshon Navoiy P   | 44  | 34 | 13 | 5 | 16 | 56  | 61  | -5   |
| 10   | Xorazm Urganch       | 42  | 34 | 13 | 3 | 19 | 58  | 77  | -19  |
| 11   | Surxon Termez        | 40  | 34 | 11 | 7 | 16 | 39  | 60  | -21  |
| 12   | FK Andijan           | 39  | 34 | 11 | 6 | 17 | 54  | 62  | -8   |
| 13   | Traktor Tachkent     | 38  | 34 | 10 | 8 | 16 | 52  | 65  | -13  |
| 14   | FK Kosonsoy          | 36  | 34 | 11 | 3 | 20 | 40  | 72  | -32  |
| 15   | Afrosiab Samarqand   | 32  | 34 | 8  | 8 | 18 | 35  | 73  | -38  |
| 16   | Chilanzar Tachkent P | 30  | 34 | 8  | 6 | 20 | 51  | 70  | -19  |
| 17   | FK Yangiyer          | 28  | 34 | 7  | 7 | 20 | 47  | 72  | -25  |
| 18   | Atlaschi Margilon    | 22  | 34 | 6  | 2 | 25 | 37  | 112 | -75  |

|  | Champion d'Ouzbékistan 1997                                                         |
|  | Qualification pour la Coupe des clubs champions 1998-1999                           |
|  | Qualification pour la Coupe des Coupes 1998-1999                                    |
|  | Relégation directe en Birinchi Liga                                                 |
|  | T: Tenant du titre C: Vainqueur de la Coupe d'Ouzbékistan P: Promu de Birinchi Liga |

- Pour une raison indéterminée, c'est Neftchi Ferghana et non le MHSK Tachkent qui représentera le pays lors de la prochaine Coupe des clubs champions.

## Bilan de la saison
| Championnat d'Ouzbékistan de football 1997 |                                                                     |
| Champion                                   | MHSK Tachkent (1er titre)                                           |
| Coupes et trophées                         |                                                                     |
| Vainqueur de la Coupe d'Ouzbékistan 1997   | Pakhtakor Tachkent                                                  |
| Qualifications continentales               |                                                                     |
| Coupe des clubs champions 1998-1999        | Neftchi Ferghana                                                    |
| Coupe des Coupes 1998-1999                 | Pakhtakor Tachkent                                                  |
| Promotions et relégations                  |                                                                     |
| Promus en Oliy Liga                        | Temiryulchi Kokand                                                  |
| Promus en Oliy Liga                        | Metallurg Bekabad                                                   |
| Relégués en Birinchi Liga                  | Afrosiab Samarqand Chilonzor Tachkent FK Yangiyer Atlaschi Margilon |